# 薩維德拉·拉馬斯互不侵犯條約

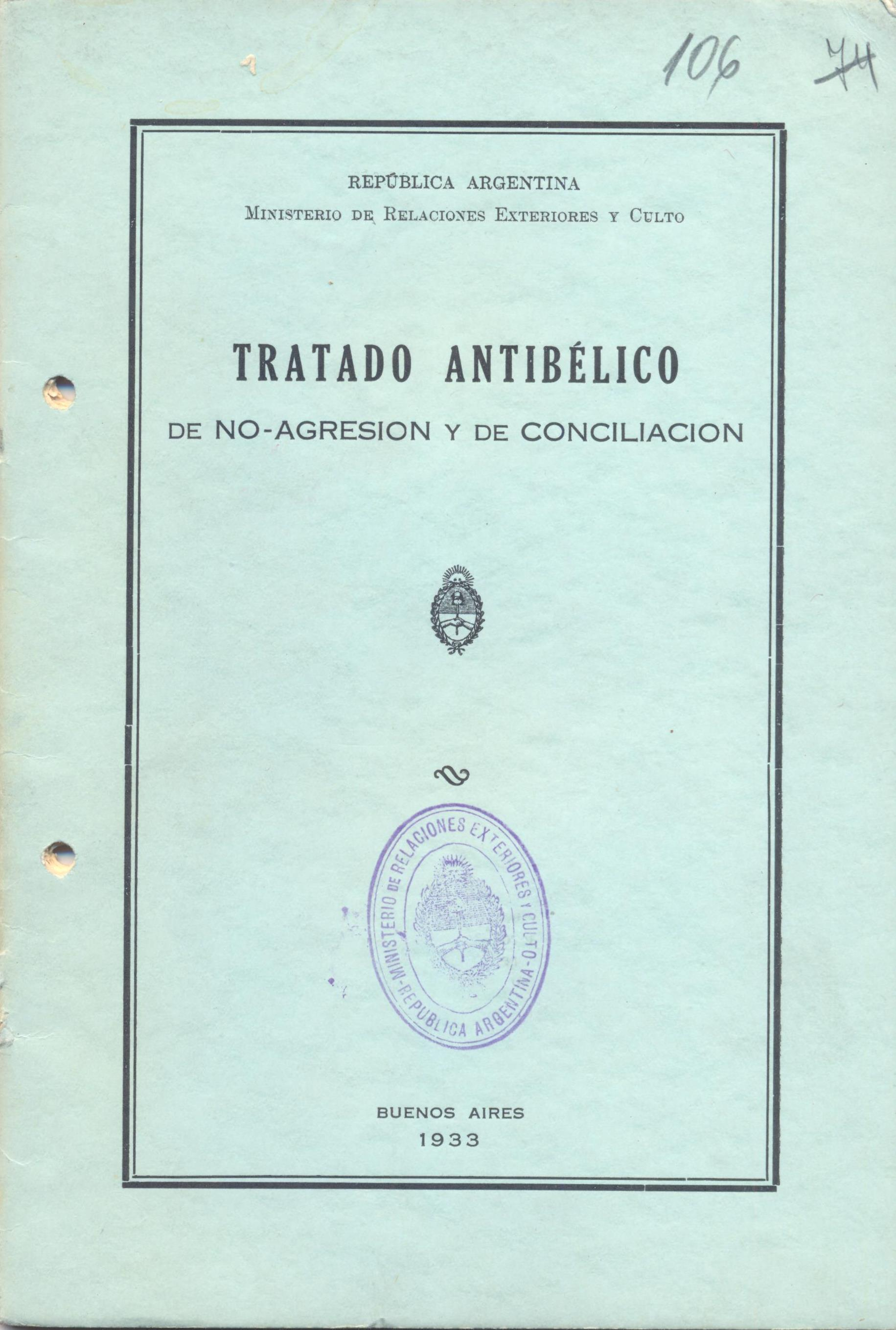
互不侵犯和和解的反戰條約

互不侵犯和和解的反戰條約（英語：Anti-war Treaty of Non-aggression and Conciliation），又被稱為薩維德拉·拉馬斯條約（英語：Saavedra Lamas Treaty）。乃 1933 年 10 月 10 日於里約熱內盧簽署的美洲條約。簽署國分別是：阿根廷、巴西、智利、墨西哥、巴拉圭和烏拉圭。美國其後於 1934 年 8 月 10 日亦加入該條約。該條約於 1935 年 11 月 13 日生效。它於 1935 年 11 月 28 日在登記入國際聯盟條約系列。
該條約隨着 1948 年 4 月 30 日締結的《美洲和平解決條約/波哥大憲章/波哥大公約》（第 58 條）生效而終止。

## 外部鏈接
- Text of the treaty （页面存档备份，存于）
- Pacto antibélico Saavedra Lamas （页面存档备份，存于）